# ХДР
ХДР или ХДРИ је скуп техника у фотографији и обради слике који омогућавају приказ већег опсега осветљења него класичне дигиталне фотографије.
Сврха ХДРа је вернији приказ широког опсега осветљења који се налази у појединим сценама, на пример слабо осветљеним сликама или при заласцима Сунца.
Скраћеница потиче из енглеског језика High dynamic range imaging и у преводу значи велики променљиви опсег сликања.

## Техника
Укратко овај скуп техника омогућава креирање ХДР слика и њен приказ на традиционалним уређајима (монитори, штампачи) из групе слика које су сликане са различитим експозицијама.
Фотографије је могуће сликати класичним дигиталним фото-апаратима.
Да би се забележили већи нивои осветљења, неопходно је сликати више фотографија са различитим нивоима осветљења, тј. са различитим дужинама експозиције.
Ова техника се зове брекетинг (енгл. Bracketing) и на дигиталним фото-апаратима се углавном обележава са три преклапајућа правоугаоника од којих је један осветљенији, а један тамнији од средњег.
Обрадом на рачунару се из тог сета фотографија прави права ХДР фотографија.
Постоји више формата записа ХДР фотографије.
Класични излазни уређаји немају могућност приказа ХДР слика, па је неопходно техникама мапирања тона (енгл. Tone mapping) прилагодити ту слику за приказ на тзв. уређајима са малим нивоима осветљења.

## Историја
Први пример ХДР слике је била фотографија Чарлса Викофа на којој је приказана нуклеарна експлозија и која је објављена на насловној страници америчког фотографског магазина Лајф средином 1940-их.
Средином 1990-их, појавили су се први примерци фотографија мапираних из више брекетираних фотографија.
Тада су то биле слике са често претераним нивоима осветљења, али су оне резултовале математичком теоријом објављеном 1995. године.
Паул Дебевек је године 1997. компјутерској јавности приказао сет техника заснованој на овој теорији који омогућава генерисање и приказ ХДР слика.

## Приказ ХДР фотогорафија
Један од проблема са ХДР сликама јесте њихов приказ.
Постоји више метода да се из записа фотографије који у себи има информације о великом опсегу осветљења произведе запис прилагођен за приказ на класичним мониторима или штампачима.
Те методе се генерално називају мапирање тона (енгл. Tone mapping).
Прве методе мапирања су биле једноставне.
Оне су једноставно омогућавале приказ одређеног дела оригиналног опсега осветљења.
Новије методе (нпр. локална адаптација) покушавају да сабију оригинални опсег у мањи, без нарушавања природности изгледа фотографије.
Комплексије методе се заснивају на истраживањима како људско око доживљава поједине сцене.
Слике које имају превише ХДР обраде могу за резлутат имати слике које изгледају квазиреално.
|                               |                                |
| пример правилне употребе ХДРа | пример претеране употребе ХДРа |

## Примери различитих експозиција
У стварним сценама се углавном опажа велики опсег осветљења, међутим наше око се скоро тренутно прилагођава осветљењу детаља у који гледамо из целокупне сцене.
Традиционална камера се такође прилагођава осветљењу фокусираног дела слике (обично центар).
Како осветљења на одређеним деловима слике нису иста, у одређеним ситуацијама то може бити превише за класичну фотографију.
То доводи до тога да можемо да добијемо преекспониране (преосветљене) или подекспониране (тамне) делове слике.
Исти ефекат се може постићи и намерним подешавањима дужине експозиције, што је у пракси и техника која се користи у брекетирању.
Класичан пример када класична фотографија не може да обради нивое осветљења јесте када се објекат налази испред јаког светла (нпр. Сунце или прозор иза леђа фотографисаног објекта), ноћне фотографије са понеким јаким светлом, заласци Сунца и слично.
Средња фотографија има нормално осветљење и она је оно што би се класичном фотографијом добило.
Лева фотографија је подекспонирана, али се на њој примећују детаљи на одсјају неба.
Десна фотографија је преосветљена, али се на њој уочавају детаљи из тамнијих делова сцене.
Слика добијена након ХДР обраде комбинује елементе са све три фотографије.
На већини слике је слична средњој фотографији, мада има детаља и у одсјају неба и на тамним деловима сцене.